# 吹田市立第一中学校
吹田市立第一中学校（すいたしりつ だいいちちゅうがっこう）は、大阪府吹田市千里山西二丁目にある公立中学校。
学制改革と同時の1947年に、吹田市で最初の中学校の一つとして創立した。

## 沿革
- 1947年4月1日 - 現校名で開校。吹田市立吹田第一小学校内に仮校舎を設置。
- 1947年4月22日 - 吹田市立新設3中学校の合同開校式を実施。
- 1949年 - 千里山6丁目（現在のイオン南千里店の場所）の吹田市立千里山高等学校[1]との併設校舎に移転。
- 1951年4月1日 - 大阪府立吹田高等学校の移転により、単独校舎となる。
- 1955年4月1日 - 吹田市立豊津中学校を分離。
- 1957年4月1日 - 養護学級設置。
- 1964年 - 現在地に移転。
- 1983年4月1日 - 従来の校区の一部を、新設の吹田市立佐井寺中学校の校区へ分離。

## 通学区域
- 吹田市立千里第二小学校と吹田市立千里第三小学校の通学区域

## 交通
- 阪急千里線 関大前駅 西へ約500m。
- 北大阪急行電鉄 緑地公園駅 南東へ約800m。

## 出身者
- 萩尾望都 - 漫画家
- 吉野彰 - エンジニア、ノーベル化学賞受賞者
- 細見彰 - 化学者
- 高村薫-作家